# We Write the Story
«We Write the Story» es una canción compuesta por los exmiembros de ABBA, Björn Ulvaeus, Benny Andersson y el productor sueco, Avicii. De acuerdo al lanzamiento de iTunes, los intérpretes del tema fueron descritos "Avicii, B&B & Choir". Fue el himno oficial del Festival de la Canción de Eurovisión 2013 y se lanzó en la final de éste. La canción tuvo un éxito menor, alcanzando a posicionarse en el número 73 de una lista de éxitos musicales en los Países Bajos.

## Antecedentes y composición
La Unión Europea de Radiodifusión anunció el 15 de abril de 2013 que Benny, Bjorn y Avicii compondrían el himno del Festival de Eurovisión de ese año. La idea de un "Himno de Eurovisión 2013" estuvo presente desde el comienzo de la planificación de este concurso. Desde el principio, Benny, Björn y Avicii estaban en la cima de la lista de músicos con los que la cadena sueca SVT, organizadora del evento ese año, quería colaborar. Martin Österdahl, el productor ejecutivo, dijo:
"Estamos muy contentos de anunciar que Benny, Bjorn y Avicii han aceptado componer una pieza musical única para el Festival de la Canción de Eurovisión 2013".
Andersson y Ulvaeus, que conformaban ABBA -junto con Agnetha Fältskog y Frida Lyngstad- dijeron que estaban de acuerdo con la "visión del concurso" que tenía la SVT. La colaboración fue aclamada en un comienzo por tratarse de la "unión de dos de las mayores exportaciones musicales de Suecia".
La canción, escrita en Mi mayor, fue interpretada en vivo por primera vez en la final de Eurovisión 2013, organizada en Malmö el 18 de mayo de ese año.

## Lista de sencillos
Descarga digital
1. "We Write the Story" – 6:33
2. " We Write the Story" (Versión Editada) – 4:04

## Créditos
- Benny Anderson – escritor, voz
- Avicii – Escritor
- Choir– voz
- Ash Pournouri – Escritor
- Björn Ulvaeus – Escritor, voz

## Posicionamiento
| Lista (2013)                       | Mejor posición |
| ---------------------------------- | -------------- |
| Países Bajos (Mega Single Top 100) | 73             |

También vale la pena señalar que debutó en el número 199 de la lista de éxitos musicales del Reino Unido, según la Official Charts Company, pero no entró en el top 200 en su semana de lanzamiento.